# Khenpo Yönten Gyatsho
| Tibetische Bezeichnung                                      |
| ----------------------------------------------------------- |
| Tibetische Schrift: དགེ་མང་མཁན་པོ་ཡོན་ཏན་རྒྱ་མཚོ                  |
| Wylie-Transliteration: dge mang mkhan po yon tan rgya mtsho |
| Chinesische Bezeichnung                                     |
| Vereinfacht: 堪钦雍丹嘉措                                   |
| Pinyin:Kanqin Yongdan Jiacuo                                |

 Khenpo Yönten Gyatsho (tibetisch མཁན་པོ་ཡོན་ཏན་རྒྱ་མཚོ Wylie mkhan po yon tan rgya mtsho; * im 19. Jahrhundert; † ca. 1925) war ein Gelehrter der Nyingma-Tradition des tibetischen Buddhismus.
Khenpo Yönten Gyatsho wirkte im Gemang-Kloster (དགེ་མང་དགོན dge mang dgon), einem Filialkloster des Dzogchen-Klosters. Das Gemang-Kloster liegt im Trama-Tal im oberen Dzachukha (rdza chu kha) in der osttibetischen Region Kham, im Kreis Sershül (gser shul) des Autonomen Bezirks Kardze der Tibeter im Nordwesten der chinesischen Provinz Sichuan. Er war einer der Hauptschüler von Patrul Rinpoche und Orgyen Tendzin Norbu (o rgyan bstan 'dzin nor bu).
Geschätzt werden seine Kommentare, darunter der "Rigzin Jugngog" (rig 'dzin 'jug ngogs).

## Werke
- Sdom pa gsum rnam par nges paʼi mchan ʼgrel rig pa ʼdzin paʼi ʼjug ngogs